# Iglesia de la Merced (Corrientes)
La iglesia de la Merced está ubicada frente a la plaza 25 de Mayo, en la ciudad de Corrientes, Argentina. Dicha plaza en considerada un “Lugar Histórico Nacional”.

## Reseña histórica
Los orígenes de esta iglesia se remontan al siglo XVII. Fue edificada sobre las ruinas de la Ermita de San Juan Bautista, también en territorio de los conquistadores y de los primeros pobladores. 
También fue la iglesia del antiguo convento Mercedario, donde además funcionaba una escuela y una universidad. Los mercedarios, por falta de personal, dejaron Corrientes en la primera mitad del siglo XIX; por lo que el convento es entregado a los franciscanos en 1856. 
La iglesia de la Merced fue varias veces reedificada, y los trabajos de su forma definitiva y actual, inician en 1857 sobre un proyecto de Nicolás del Grosso. La fachada es proyectada por el Ing. Juan Col, y se concluye en 1905. 
Se conserva bajo las lozas de esta Iglesia, las tumbas del presbítero Juan José de Arce y Añasco y del Gdor. Rafael Atienza, entre otros. 
Aquí oraron en silencio las Cautivas Correntinas a su regreso de la Guerra de la Triple Alianza en noviembre de 1869. Sus restos descansan en un Mausoleo a la entrada de esta Iglesia, desde septiembre de 2007. 
En este mismo lugar, además, funcionó el Colegio Montserrat para la educación de las niñas.
Es Monumento Histórico Provincial desde 1957; y Monumento Histórico Nacional desde 1989.

## Arquitectura
La iglesia cuenta con una sola nave en la que se encuentra una serie de retablos menores de madera tallada a mano con incrustaciones doradas del siglo XIX; también dispone de cuatro confesionarios y algunas imágenes del siglo XVIII de gran calidad artística. Se destacan por su calidad arquitectónica y artesanal, los confesionarios, las imágenes y el altar.
El camarín, concebido en estilo neogótico, es de 1920; proyecto del Ing. Antonio Samela, costeado por Doña Luisa Leiva de Llano, la misma que solventara los trabajos del artista Pascarelli en las bóvedas. El Archivo y la Biblioteca del convento son muy valiosos par la Historia de Corrientes. 

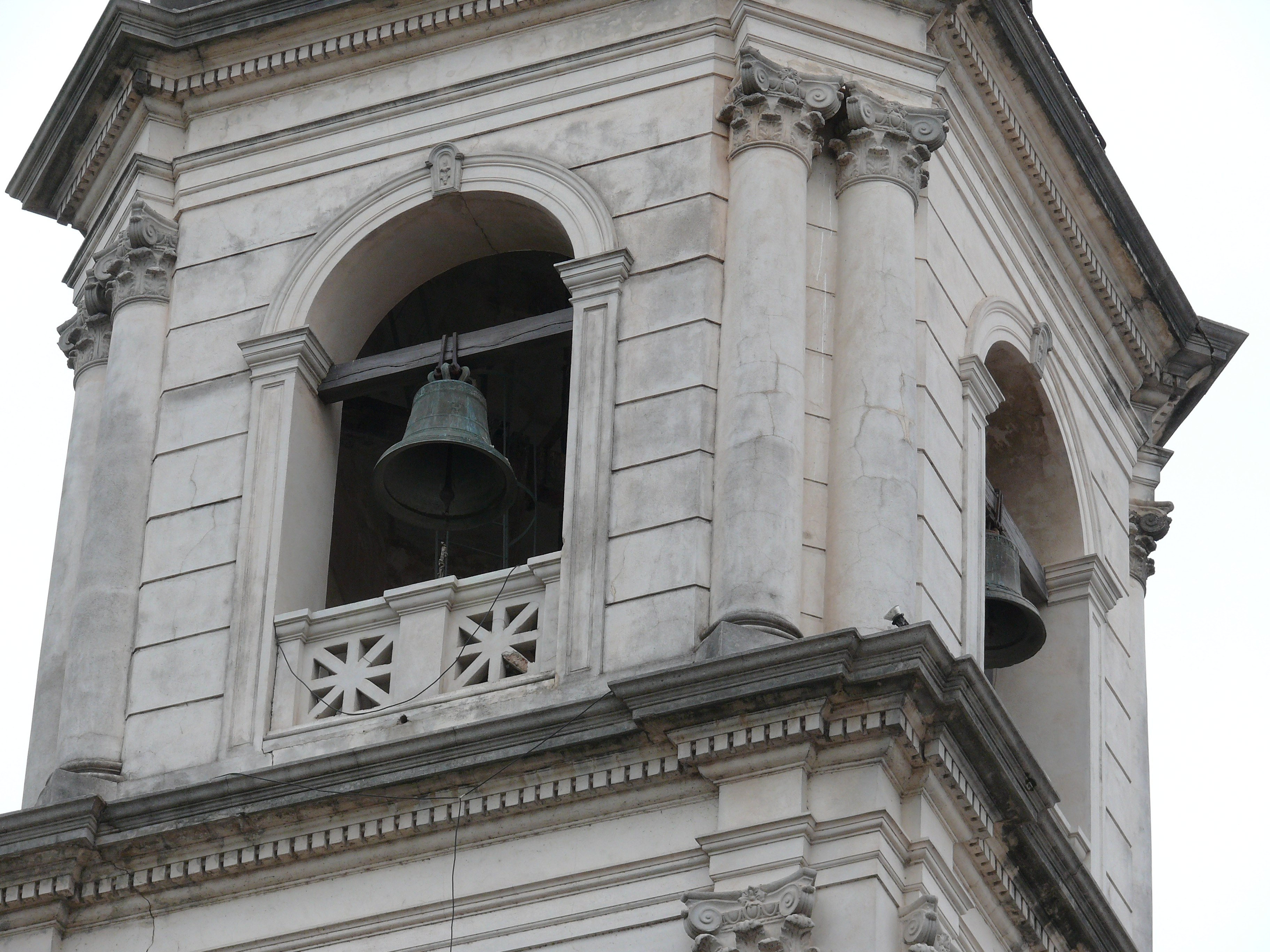
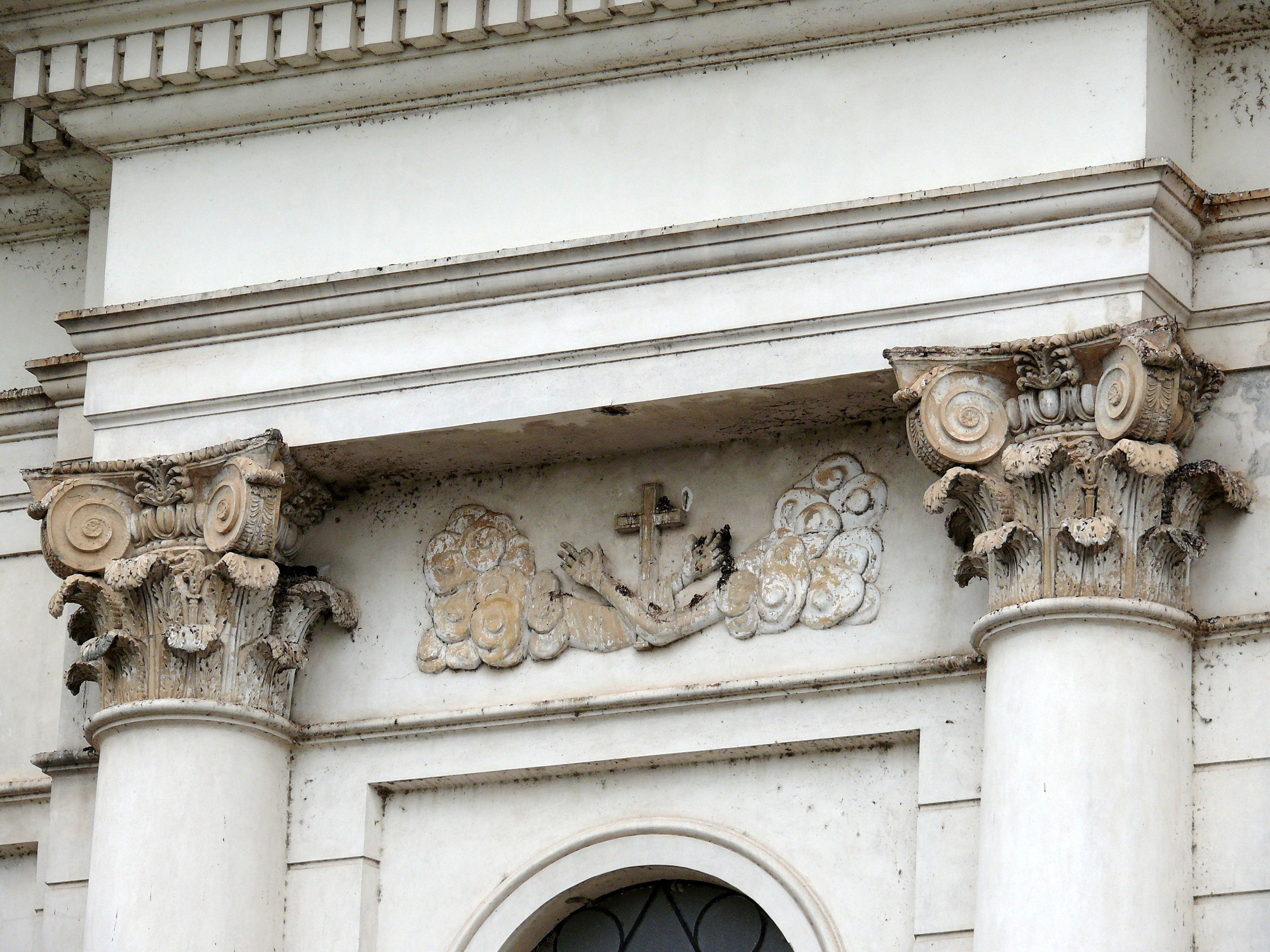
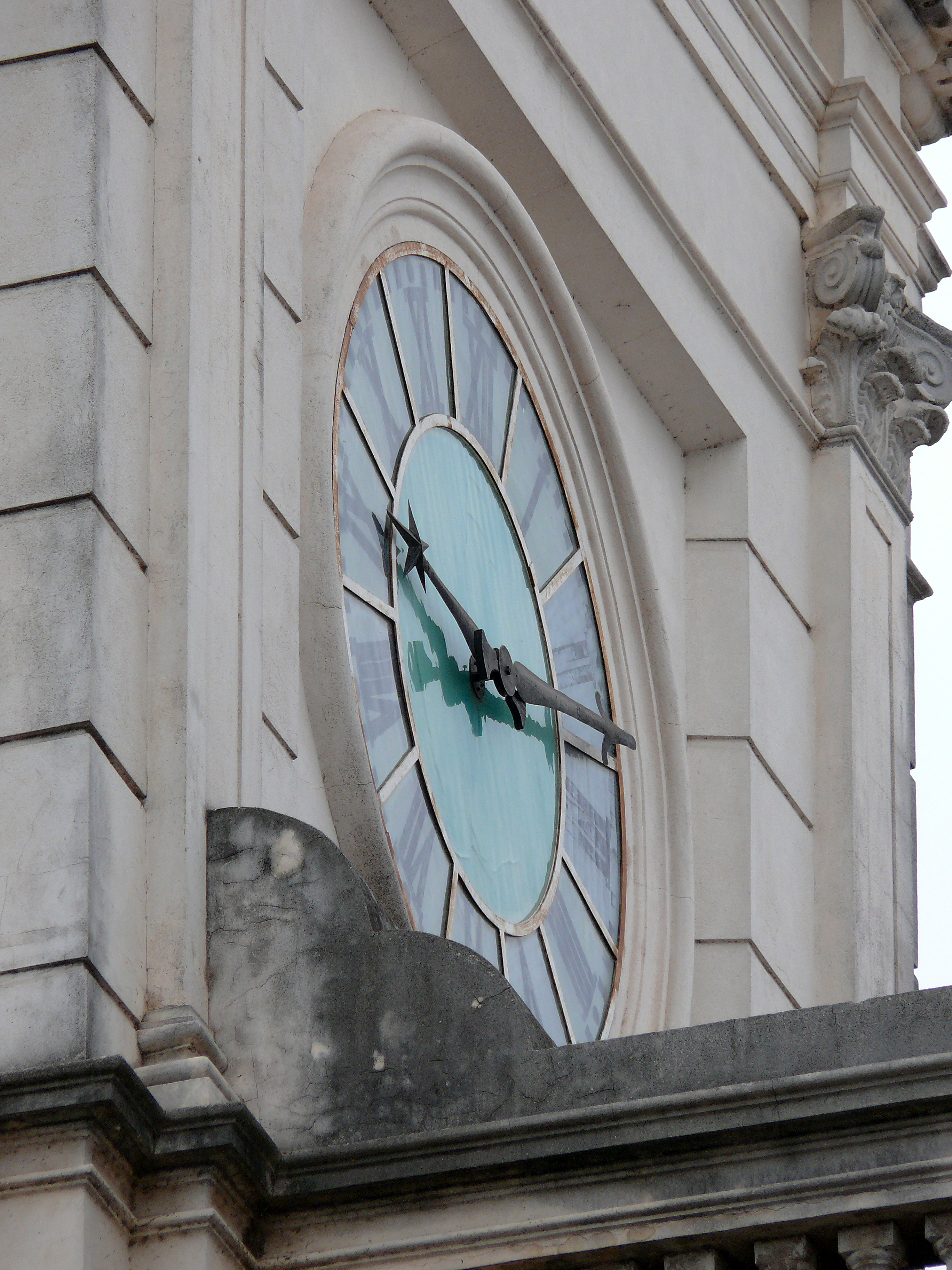